# ليوبولد الأول ملك بلجيكا
ليوبولد الأول (بالألمانية: Leopold Georg Christian Friedrich von Sachsen-Coburg-Saalfeld) ولد بتاريخ 16 كانون الأول/ديسمبر 1790 في كوبورغ في ألمانيا، وتوفي بتاريخ 10 كانون الأول/ديسمبر 1865 في لكن في بلجيكا.
اسمه الكامل: ليوبولد غيورغ كريستيان فريدرش، هو أول ملوك بلجيكا حكم بين عامي (1831 و1865)، أسس لمملكته الحديثة نظام برلماني جديد وعمل على إثبات حضورها خارجياً بفضل دوره البارز كشخصية رئيسية في الدبلوماسية الأوروبية، عزز ذلك موقف بلجيكا الحيادي الثابت بين مختلف أطراف العالم الغربي.

## حياته

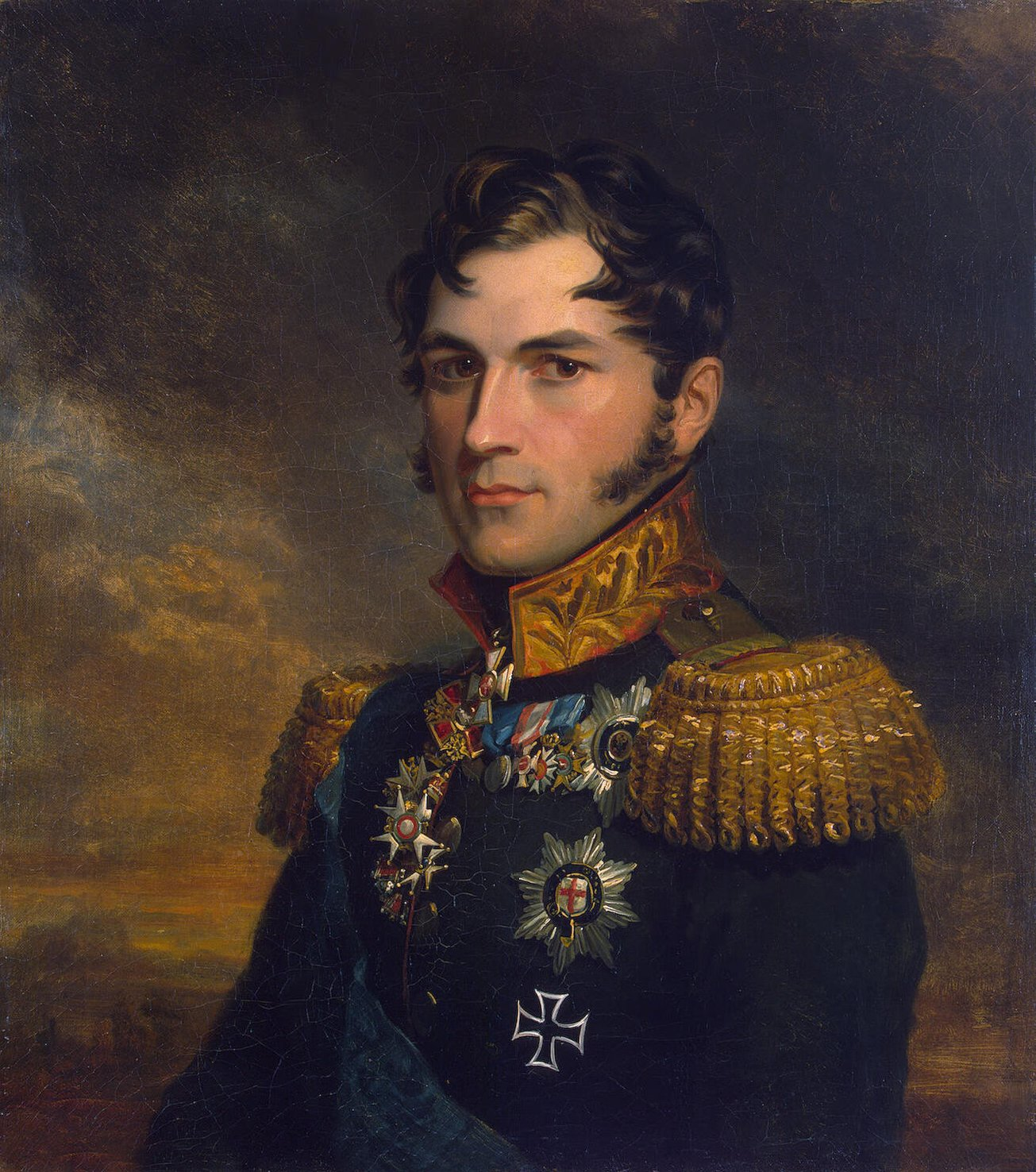
الأمير ليوبولد ساكس-كوبورغ وغوتا

هو الابن الرابع لفرانتس دوق ساكس-كوبورغ-زالفلد، خدم ليوبولد في جيوش الحلفاء ضد قوات نابليون خلال الحروب النابليونية (1800- 1815)، وفي عام 1816 تزوج شارلوت الابنة الوحيدة لملك بريطانيا المستقبلي جورج الرابع. وعلى الرغم من وفاة الأميرة شارلوت عام 1817 فأن ليوبولد مكث في بريطانيا حتى عام 1831، العام الذي قبل فيه انتخابه ليصبح أول ملك على بلجيكا بعد أن كان قد رفض في العام السابق تاج اليونان.
باشر فور تسلمه مملكته الجديدة على تقوية الجيش والقوات المسلحة، وبمساعدة من إنكلترا وفرنسا تمكن من التصدي لهجمات ملك هولندا فيليم الأول والذي رفض حتى عام 1838 أن يعترف ببلجيكا كمملكة مستقلة.
عام 1836 سمح للمدن الكبرى والمناطق الريفية بالتمتع بقدر كبير من الاستقلال الذاتي، ووقع ليوبولد اتفاقيات تجارية مع بروسيا عام 1844 وفرنسا عام 1846 وحافظ على وضع بلاده الحيادي في أوروبا خصوصا أثناء حرب القرم (1853- 1856).
| ملوك بلجيكا                                                                                       |
| ليوبولد الأول . ليوبولد الثاني . ألبير الأول ليوبولد الثالث . بودوان الأول . ألبير الثاني . فيليب |

وبعد صعود نظام نابليون الثالث ذو التوجهات المعادية في فرنسا عام 1852، عمل ليوبولد الأول على تعزيز تحصينات مقاطعة أنتفيرب والتي اكتملت عام 1868.
كثيرا ما كان يشار لليوبولد على أنه (نستور أوروبا) وذلك لتأثيره الكبير على الحياة الدبلوماسية الأوروبية. وقد استخدم ليوبولد الزواج لتقوية علاقاته مع كل من فرنسا وإنكلترا والنمسا، حيث تزوج عام 1832 من ماري لويز من أورليانز وهي ابنة الملك الفرنسي لويس فيليب، وفي عام 1840 قام بترتيب زواج بين ابنة أخته فيكتوريا ملكة انكلترا من ابن أخيه ألبير أمير ساكس-كوبورغ-غوتا، وقام أيضا بتزويج ابنته كارلوتا لأرشيدوق النمسا ماكسميليان والذي أصبح لاحقا إمبراطور المكسيك عام 1857.
وقد انخفضت قوة تأثير ليوبولد في أوروبا مع صعود نجم نابليون الثالث في فرنسا، وأوتو فون بيسمارك في بروسيا.

## الأوسمة والتشريفات
- نيشان الدم (تونس).

## وصلات داخلية
- قائمة ملوك بلجيكا

## روابط خارجية
- ليوبولد الأول ملك بلجيكا على موقع الموسوعة البريطانية (الإنجليزية)
- ليوبولد الأول ملك بلجيكا على موقع ميوزك برينز (الإنجليزية)
- ليوبولد الأول ملك بلجيكا على موقع إن إن دي بي (الإنجليزية)